# Ракитин, Василий Александрович
Васи́лий Алекса́ндрович Раки́тин (18 декабря 1885 — 7 июня 1923) — российский военачальник. Участник Первой мировой войны и Гражданской войны на Восточном фронте. Последний погибший генерал в Гражданской войне 1917—1923 годов.

## Биография
Из купеческой семьи Уфимской губернии, окончил курс 4-х классного городского училища. 
На военной службе с 1907 года.
По окончании Тифлисского Великого Князя Михаила Николаевича военного училища с 6 августа 1910 года из портупей — юнкера переведён со старшинством в подпоручики, и направлен для дальнейшего прохождения службы в 26-й Сибирский стрелковый полк.
| Военно-литературный журнал «Разведчикъ», 16-го августа 1911 г. N 1085. Тифлисского Великого Князя Михаила Николаевича военного училища - В подпоручики, со старшеством с 6 авг 1910г: из портупей-юнкеров: РАКИТИН — в 26-й, |

2 октября 1911 года зачислен в списки личного состава 26-го Сибирского стрелкового полка 7-й Сибирской стрелковой дивизии 3-го Сибирского армейского корпуса.
С 26 августа 1914 года в составе 26-го Сибирского стрелкового полка начал принимать участие в боевых действиях.
С 31 августа 1914 года принимал участие в Августовской операции (в настоящее время — город Августов республики Польша) в составе дивизии, возглавляемой генерал-лейтенантом Владимиром Онуфриевичем Трофимовым.
3 октября 1914 года был ранен в бою, и 10 октября был доставлен на лечение в город Рига.
| Военно-литературный журнал «Разведчикъ», 14-го октября 1914 г. N 1250. Убитые и раненые в боях. Сведения особаго делопроизводства. От особаго делопроизводства по сбору и регистрации сведений о выбывших за смертью и за ранами, а также пропавших без вести воинских чинах, действующих против неприятеля армий. РИГА, 11, X. Сюда доставлены следующие раненые офицеры : поручик Лукашевич Сергей. Штабс-капитан Машковцев Николай Федорович. Прапорщик граф Островский Иван Юльевич. Подпоручик Ракитин Василий |

После ранения вернулся обратно в полк.
1 февраля 1915 года со своей ротой под сильным оружейным и артиллерийским огнём, перейдя по болоту по пояс в воде, бросился на противника в штыки и выбил его из окопов, которые и занял.
В боях с противником был второй раз ранен и в марте 1915 года был направлен на лечение в город Москва.
| Газета «Русское слово» Суббота, 21-го марта 1915 г. N66 Раненые в боях. Сведения «Русского Слова». Больные и раненые офицеры, прибывшие в Москву. Помещены в лазарет при Покровской богадельне, Покровская улица : Прапорщ. Богданов Валентин Владимирович. Прапорщ. Денисов Александр Иванович. Пра-порщ. Петров Николай Евгеньевич. Поруч. Прохоров Михаил Васильевич. По-руч. Ракитин Василий Александрович. |

На основании приказа Его Императорского Величества от 1 января 1916 с 19 июля 1915 года Ракитину В. А. присваивается звание «штабс — капитан».
| Приказ по военному ведомству, 24-го октября 1915 г. N 563. |

До окончания Первой мировой войны был произведен в чин капитана. Проходил службу в звании капитана в 26 Сибирском стрелковом полку.

## Гражданская война на Дальнем востоке
С января 1918 года вступил в борьбу против большевиков, став командиром одной из четырех рот Иркутской подпольной антибольшевистской организации.
С 26 августа 1918 года и как минимум до конца марта 1919 года был командиром 12-го Верхнеудинского стрелкового полка 3-й Иркутской Сибирской стрелковой дивизии белых.
В конце 1918 года произведен в подполковники, а в январе 1919 года в полковники.
С 10 сентября 1919 года по 20 марта 1920 год — командир 3-й Иркутской Сибирской стрелковой дивизии, во главе которой участвовал в Тобольской операции, затем в отступлении от Омска до Читы — «Великом Сибирском ледяном походе». В этом походе командовал группой из 3-й Иркутской и 15-й Воткинской дивизии.
На время командования Ракитиным дивизией состав был таким:
— 9-й Иркутский стрелковый полк;
— 10-й Байкальский стрелковый полк;
— 11-й Нижнеудинский стрелковый полк;
— 12-й Верхнеудинский стрелковый полк.
Любопытной выглядит информация бывшего поручика колчаковской армии Алексея Маркеловича Смирнова:
"...о том, что по распоряжению А.В.Бордзиловского, не хотевшего штурмовать Иркутск, при подходе к городу его подручные устроили запой горячему стороннику штурма – начальнику 3-й Иркутской дивизии полковнику В.А. Ракитину, который на трезвую голову мог проявить инициативу и самостоятельно ввязаться в бой за Иркутск, не взирая на запрет начальства...."
"... В частях Тобольской группы единственной боеспособной частью была Иркутская дивизия полковника Ракитина, а Воткинская всегда в боях при сем присутствовала и «считала себя героями». Полковник Ракитин свою дивизию, имеющую основным кадром Иркутскую военную организацию, твердо держал людей в руках, на половину пленных красных, и вел в родной город. У Ракитина было принято решение взять Иркутск, и эту свою мысль он однажды высказал в нетрезвом виде генералу Бордзиловскому, в расчетах которого не было начинать бой, если можно было пункт обойти. С Ракитиным под Иркутском произошло несчастье, чья-то заботливая рука спаивала его в течение нескольких дней, пока не миновали Иркутск...."
30 января 1920 года войска, подчинённые А. В. Ракитину разгромили красных у станции Зима.
"... Перед ст. Зима, где было собрано до 10 000 красных и стояли чехи. Начальник Иркутской дивизии полковник [В.А.] Ракитин, не имея приказа из штаба Тобольской группы, по собственной инициативе взял ст. Зима, разбив красных. Тем навлек на себя недовольство генерала Войцеховского и генерала Вержбицкого. Генерал Войцеховский разрабатывал план взятия Зимы соединенными силами Тобольской группы генерала Бордзиловского и южной группы генерала Вержбицкого. Для чего группа Бордзиловского должна была стоять в бездействии не менее двух суток до подхода группы Вержбицкого, а, узнавши об этом от Бордзиловского, полковник Ракитин учел, что это даст красным большой плюс, ибо они только еще сбились в кучу и не приведены в порядок боевой группы, почему он и решил их разбить. Донесение полковника Ракитина о взятии Зимы было столь неожиданным, что Бордзиловский через два дня пост-фактум дает распоряжение начальнику штаба полковнику Сухорскому писать оперативные приказы для атаки Зимы с целью занятия. После в Чите за это дело полковника Ракитина произвели в генерал-майоры, а Бордзиловского наградили Георгиевским крестом (за что же собственно?)..."
"...Красные из местных станиц и поселков, хорошо зная местность, воспользовались бураном и ночью захватили Жидкинское и Куникан. Смолин с частью своего отряда убежал в Бянкино, а Бордзиловский со своим отрядом и приставшим к нему Ишимским полком (полковник [А.Г.] Метелев137) вышли на Казаковский прииск, а оттуда на Троицкую станицу. Оттуда, по получении сведений о подходе японцев из Нерчинска, вновь повели наступление на Казаковский прииск, который и заняли. Ведя же наступление на Колобово, встретились с наступающими красными на Казаковский прииск, которые стали прииск обстреливать артиллерийским огнем. Снаряды рвались очень высоко и вреда не приносили. Прибыло орудие Кондакова, который первым выстрелом заставил противника замолкнуть и переменить позицию. Высоты перед Казаковским прииском занял Иркутский полк, имея правее Добр. бригаду в резерве, за поселком, у кладбища Воткинский полк, прикрытие со стороны леса; с левого фланга Иркутского полка – Сибирский казачий полк и выполнявший демонстрацию по левому берегу р. Унда в сторону Жадкинской стоит 7-й Забайкальский казачий полк. Несмотря на присутствие начальника дивизии генерала Бордзиловского на позиции командование частями было передано генералу Ракитину, который, придя с сопки, занятой ротой его полка и, указывая сопку влево, доложил генералу Бордзиловскому: «На этой сопке никого нет. Красные пытаются ее занять и если займут, то придется уйти с позиции, ибо они будут нас бить фланговым огнем по всей линии. Прикажите кому–либо занять сопку».
Бордзиловский сказал: «Василий Александрович (так зовут Ракитина), ведь вы же распоряжаетесь боем, а не я». Ракитин повторил просьбу. Бордзиловский приказал командиру Сибирского казачьего полка Глебову Ф.Л. спешить сотню и послать для занятия сопки. Глебов отдал точные распоряжения полковнику Солнцеву и доложил, что «исполнено», а через 5–10 минут является вновь генерал Ракитин и спрашивает – почему сопка не занята. Бордзиловский говорит – занята. Глебов докладывает – занята, а там никого нет с нашей стороны, а лишь красные накапливаются с противоположной стороны. Стали разбираться и Глебов, выслушав своего офицера, доложил, что сопку занять нельзя – красные стреляют и сотня, пытавшееся ее занять, имеет раненых. Тогда генерал Ракитин, обращаясь к генералу Бордзиловскому, сказал: «Прошу приказать полковнику Глебову, чтобы он эту сопку занял. Если он откажется, то пусть он сменит на позиции одну из моих рот, а я с этой ротой сам займу нужную сопку, но после занятия сейчас же расстреляю полковника Глебова, а если не займу, то пусть он меня расстреляет».
После этого, сотня полковника Глебова заняла нужный пункт. По случаю наступившего вечера, штаб дивизии и пехота отошли дальше Троицкой станицы, оставив кавалерию на сопках. После захода солнца, как было принято забайкальцами, как со стороны красных, так и с нашей стороны, сидевшие на сопках кричали «ура», не двигаясь с места и не стреляя, а потом одни пошли спать в Колобово, а наши в ст. Троицкую. Станица Казаковский прииск осталась никем не занята...."
Выдержки из статьи М. Г. Ситникова и М. И. Вебер «В военном деле, если что когда-либо и знал, то давным-давно всё перезабыл»: доклад поручика А. М. Смирнова о генерал-майоре А. В. Бордзиловском
В Забайкалье в течение 1920 года руководил Иркутской дивизией в боях под Читой, на Амурской железной дороге и на Нерчинском направлении.
16 марта 1920 года производится в генерал-майоры.
В январе 1921 года в составе корпуса переброшен в Приморье, с 26 мая по 21 июня 1921 год генерал для поручений в войсках «Приамурского правительства» братьев Меркуловых, затем в отставке.

## Поход на Якутию
Летом 1922 года вступил в «Милицию Татарского пролива» генерал-лейтенанта Анатолия Николаевича Пепеляева. В её составе отправился в Якутию.
Осенью 1922 года принял участие в Якутском походе генерал-лейтенанта А. Н. Пепеляева.
Возглавляемая Пепеляевым «Сибирская добровольческая дружина», прибыв пароходами из Владивостока в Аян, главными силами в 480 бойцов двинулась вглубь Якутии по Аяно-Якутскому тракту. Ракитину Пепеляев подчинил 215 белых, преимущественно якутов, в Охотске и поручил организацию наступления по Охотско-Якутскому тракту.
В сентябре 1922 года охотский отряд Ракитина, оставив в городе капитана Михайловского двинулся с партизанами капитана Ярыгина на Якутск.
До 19 декабря 1922 года в с. Арка Ракитин приобретал и готовил транспорт: оленей, нарты, теплую одежду, ко 2 февраля 1923 года с отрядом выдвинулся в Баягантайскую волость.
Разведка белых доходила до реки Алдан. Отряд Ракитина отразил две атаки красных на с. Олба, затем на подступы к с. Чурапча. Попытка 21 февраля 1923 года захватить с. Мегинское (д. Мегинцы) оказалась неудачной.
27 февраля 1923 года был выбит из с. Чурапча отрядом красных партизан Курашова и начал отступление к Сасыл-Сысыы. К началу мая отряд Ракитина вернулся в Охотск.
4 июня 1923 года здесь высадился прибывший на пароходах из Владивостока красный отряд из 800 бойцов во главе с С. С. Вострецовым.
Во время охоты в тайге Василий Ракитин вышел на отряд красноармейцев следовавших в Охотск. Совершил попытку застрелиться из охотничьего ружья, тяжело ранив себя. Отправлен в Охотск под охрану и для лечения, никого к себе не подпускал и через два дня умер (7 июня 1923) в Охотске.
Есть версия, что его похоронили на Охотском кладбище местные жители Петр Сивков и Григорий Полуэктов. На могиле они установили крест. Это кладбище давно снесли, а на его месте поставили жилые дома.

## Семья
Жена: Покровская Александра Александровна. (одна из дочерей Покровского Александра Петровича, полкового священника 26 сибирского стрелкового полка в период Первой мировой войны, в пеиод Гражданской войны — полковой священник 12-го Верхнеудинского полка)
Сын: Анатолий — дата рождения — 2 марта 1919 года, дата крещения — 25 марта 1919 года. Восприемники: учитель 1-го реального училища Николай Николаевич Глаголев и жена Священника 12-го Верхнеудинского полка Надежда Николаевна Покровская.

## Награды
Василий Александрович Ракитин был удостоен следующих наград:
- Георгиевское оружие (поручик, 26-й Сибирский стрелковый полк, приказ Его Императорского Величества от 21 июня 1915 года)[1]

|  |  |  |  |  | Выписка из военно-литературного журнала «Разведчик» №" 1841 от 19 июля 1916 года |

"... за то, что въ бою 1-го февраля 1915 г. со своей ротой подъ
сильнымъ ружейнымъ и артиллерійскимъ огнемъ, перейдя по болоту в поясъ
въ водъ, бросился на противника въ штыки и выбилъ его изъ окоповъ,
кторые и занялъ;..»
- Св. Станислава III-й степени с мечами и бантом (поручик, 26-й Сибирский стрелковый полк, приказ Его Императорского Величества от 16 апреля 1915 года)[2]

|  |  |

- Орден Св. Анны IV-й степени с надписью «За храбрость» (поручик, 26-й Сибирский стрелковый полк, приказ Его Императорского Величества от 1 мая 1915 года)[3]

|  |  |

- Орден Св. Анны III-й степени с мечами и бантом (поручик, 26-й Сибирский стрелковый полк, приказ Его Императорского Величества от 17 июля 1915 года)[4]

|  |  |

- Св. Станислава II-й степени с мечами (штабс-капитан, 26-й Сибирский стрелковый полк, приказ Его Императорского Величества от 7 ноября 1916 года)[5]

|  |  |  |

- Орден Св. Анны II-й степени с мечами (капитан, 26-й Сибирский стрелковый полк, приказ Его Императорского Величества от 19 января 1917 года)[6]

|  |  |